# Marcel De Corte
Marcel De Corte (Sint-Truiden, 1929. november 25. – 2017. február 27.) válogatott belga labdarúgó, fedezet, edző.

## Pályafutása

### Klubcsapatban
1947 és 1950 között a KRC Gent labdarúgója volt. 1950 és 1959 között az Anderlecht csapatában játszott és négy bajnoki címet nyert az együttessel. Az 1959–60-as idényben a KAA Gent, az 1960–61-es idényben az Olympic Charleroi játékosa volt.

### A válogatottban
1952 és 1954 között három alkalommal szerepelt a belga válogatottban.

### Edzőként
1961 és 1966 között a Zulte-Waregem, 1969-70-ben a Kortrijk vezetőedzője volt.

## Sikerei, díjai
Anderlecht
- Belga bajnokság
  - bajnok: 1953–54, 1954–55, 1955–56, 1958–59